# ボッケリーニ (競走馬)
ボッケリーニ（欧字名:Boccherini、2016年4月4日 - ）は、日本の競走馬。主な勝ち鞍は2020年の中日新聞杯、2022年の目黒記念、2023年の鳴尾記念。
馬名の意味は、人名より。

## 戦績

### 3歳（2019年）
2月3日の3歳新馬戦に戸崎圭太を鞍上に迎え出走。1番人気に推されたが、6着に敗れた。
次走の3歳未勝利戦では、川田将雅を鞍上に出走。レースではスタートしてすぐ好位につけると、5番人気のルッチョーラとの競り合いから抜け出し、2馬身差をつけて快勝した。
11月2日の3歳以上1勝クラスでは、2着アドマイヤポラリスをアタマ差凌いで勝利した。

### 4歳（2020年）
4歳初戦として2月1日の花見小路特別(2勝クラス)に出走。1番人気に推されたレースでは、中団からの競馬で前を行く3番人気のカイザーミノルをとらえ、1.1/4馬身差つけて快勝した。
6月28日の江ノ島ステークス(3勝クラス)に出走。レースではスタート直後から先行すると、前を行く5番人気のロザムールを1/2馬身差し切った。
12月12日に行われた中日新聞杯(GIII)に松山弘平を鞍上に迎えて出走。レースでは直線で脚を伸ばして、好位追走から一旦は先頭に立った9番人気シゲルピンクダイヤを内から捕らえ、これにクビ差をつけ優勝。重賞初制覇を果たした。

### 5歳（2021年）
5歳初戦として、小倉大賞典(GIII)に1番人気で出走。レースでは、まずまずのスタートから道中は中団5・6番手を追走。直線では外から鋭く脚を伸ばして11番人気テリトーリアルに迫ったものの、ハナ差及ばず2着に敗れた。この年は5戦に出走するも未勝利であった。

### 6歳（2022年）
6歳初戦として、アメリカジョッキークラブカップ(GII)に出走。好位を追走し、直線は芝が傷んでいる内からしぶとく伸びて3着を確保した。続く3月26日には日経賞(GII)に出走。最後の直線では逃げる昨年の菊花賞馬タイトルホルダーをとらえにかかるがクビ差届かず2着。5月29日には目黒記念(GII)に出走。レースは前目の好位をつけると最後の直線で抜け出しマイネルウィルトスの追撃を振り切り1着、重賞2勝目となった。10月10日には京都大賞典(GII)に出走、1番人気に支持された。最後の直線で中団から抜け出し先頭に立つがヴェラアズールに上がり3ハロン33.2秒の末脚で一気に交わされ2着に敗れた。その後はジャパンカップと有馬記念にも出走するが大敗し6歳シーズンを終えた。

### 7歳（2023年）
7歳初戦として、3月25日に日経賞(GII)に出走。前年の勝ち馬タイトルホルダーに8馬身離された2着となり、2年連続で日経賞2着となった。続いて目黒記念に出走予定であったが59.5キロのハンデとなったため回避、6月3日の鳴尾記念(GIII)に出走することになった。レースは中団から少しずつ前目につけて最後の直線で抜け出しフェーングロッテンやアドマイヤハダルの猛追を振り切り1着。重賞3勝目となった。6月25日には宝塚記念(GI)に出走するが7着に敗れた。秋は10月9日の京都大賞典(GII)で始動。最後の直線でプラダリアと共に逃げるアフリカンゴールドをとらえるが最後はプラダリアとの激しい叩き合いにクビ差敗れ2着、2年連続で2着となった。12月2日にはチャレンジカップ(GIII)に出走。直線で先頭に立つがゴール寸前でベラジオオペラにハナ差交わされ2着に敗れた。7歳シーズンはGI含む重賞5回に出走し1勝2着3回と好成績をおさめた。

### 8歳（2024年）～9歳(2025年)
8歳初戦として、アメリカジョッキークラブカップ(GII)に出走。2番人気に支持された。直線で先頭に立つがゴール寸前で一度交わしたチャックネイトに差し返されハナ差の2着に敗れた。これで3戦連続重賞2着となった。3月23日には日経賞(GII)に出走。3年連続での出走となり1番人気に支持されるが直線でシュトルーヴェらに交わされ5着に敗れた。6月1日は連覇のかかる鳴尾記念(GIII)に出走。直線で抜け出したヨーホーレイクを上がり最速でとらえにかかるがアタマ差届かず2着。連覇とはならなかった。このレースで重賞2着が8回目となり、1984年のグレード制導入後ではニッポーテイオー、エアシェイディ、アップトゥデイトと並ぶ歴代最多タイとなった。その後、8月18日の札幌記念に出走予定だったが馬場入場後に右後肢ハ行を発症したため競走除外となった。翌2025年3月2日の中山記念13着が最後のレースとなり、5月30日付けでJRAの競走馬登録を抹消された。引退後は北海道浦河町のイーストスタッドで種牡馬となる。

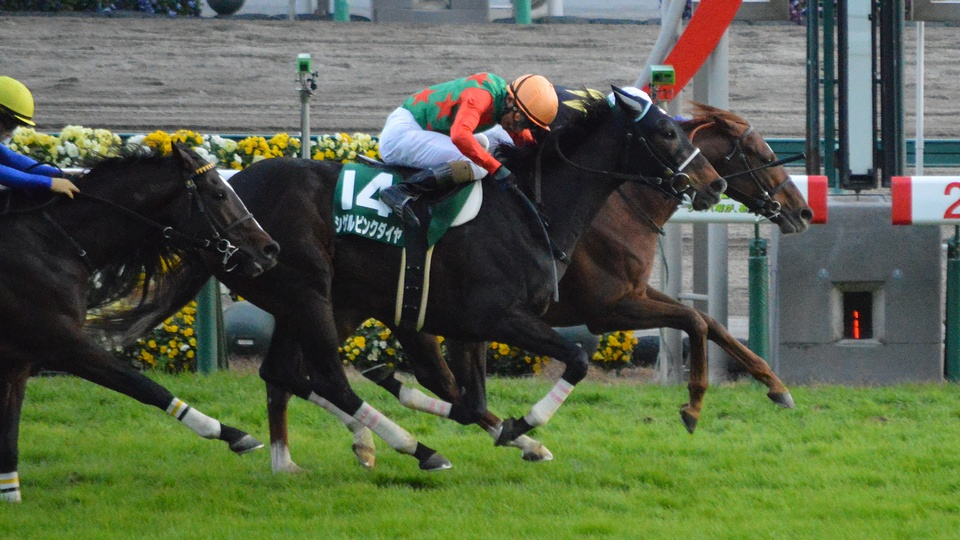
2020年中日新聞杯
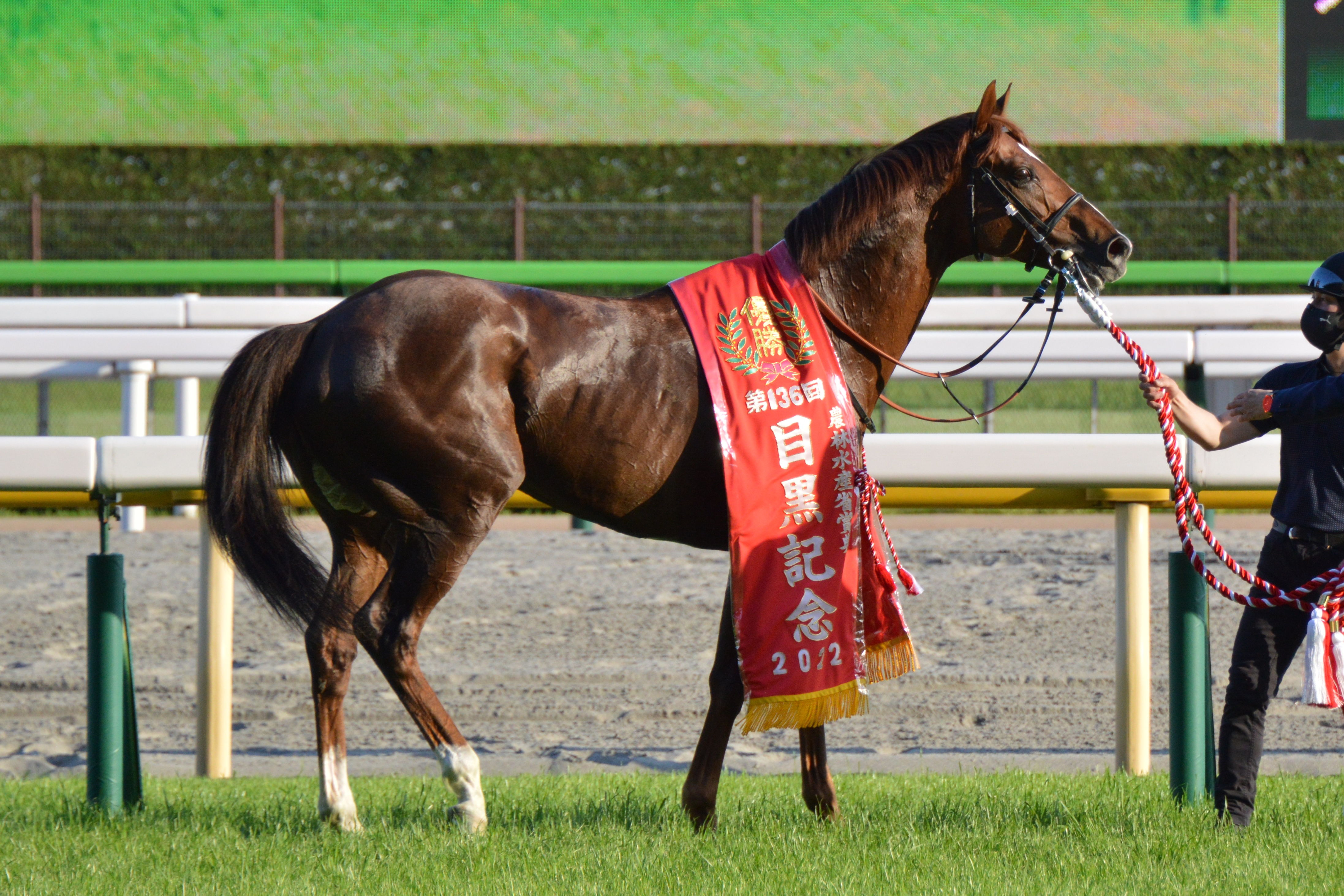
2022年目黒記念

## 競走成績
以下の内容は、JBISサーチおよびnetkeiba.comの情報に基づく。
| 競走日     | 競馬場 | 競走名         | 格   | 距離（馬場）  | 頭 数 | 枠 番 | 馬 番 | オッズ （人気） | 着順 | タイム （上がり3F） | 着差 | 騎手        | 斤量 [kg] | 1着馬（2着馬）         | 馬体重 [kg] |
| ---------- | ------ | -------------- | ---- | ------------- | ----- | ----- | ----- | --------------- | ---- | ------------------- | ---- | ----------- | --------- | ---------------------- | ----------- |
| 2019.02.03 | 京都   | 3歳新馬        |      | 芝1600m（良） | 16    | 2     | 4     | 001.90（1人）   | 06着 | R1:37.6（35.9）     | -0.7 | 0戸崎圭太   | 56        | アイラブテーラー       | 456         |
| 0000.07.27 | 小倉   | 3歳未勝利      |      | 芝1800m（良） | 14    | 4     | 5     | 004.50（2人）   | 01着 | R1:46.3（36.0）     | -0.3 | 0川田将雅   | 56        | （ルッチョーラ）       | 458         |
| 0000.09.15 | 阪神   | 3歳上1勝クラス |      | 芝1600m（良） | 16    | 3     | 6     | 003.00（1人）   | 03着 | R1:33.2（33.5）     | -0.1 | 0川田将雅   | 55        | ミッキーバディーラ     | 454         |
| 0000.11.02 | 京都   | 3歳上1勝クラス |      | 芝1800m（良） | 13    | 4     | 4     | 002.40（1人）   | 01着 | R1:47.2（34.3）     | -0.0 | 0川田将雅   | 55        | （アドマイヤポラリス） | 450         |
| 2020.02.01 | 京都   | 花見小路特別   | 2勝  | 芝1600m（良） | 12    | 1     | 1     | 003.00（1人）   | 01着 | R1:34.9（34.5）     | -0.2 | 0川田将雅   | 57        | （カイザーミノル）     | 456         |
| 0000.03.08 | 中京   | トリトンS      | 3勝  | 芝1600m（不） | 13    | 7     | 11    | 008.40（5人）   | 04着 | R1:39.2（36.6）     | -0.6 | 0藤岡康太   | 57        | ペプチドバンブー       | 454         |
| 0000.04.05 | 阪神   | 難波S          | 3勝  | 芝1800m（良） | 16    | 8     | 16    | 004.30（2人）   | 02着 | R1:45.5（33.9）     | -0.2 | 0川田将雅   | 55        | セラピア               | 456         |
| 0000.06.07 | 阪神   | ストークS      | 3勝  | 芝1600m（良） | 18    | 2     | 4     | 002.30（1人）   | 04着 | R1:33.3（33.4）     | -0.1 | 0松山弘平   | 57        | スイーズドリームス     | 454         |
| 0000.06.28 | 東京   | 江の島S        | 3勝  | 芝1800m（不） | 16    | 7     | 13    | 003.30（2人）   | 01着 | R1:49.8（35.9）     | -0.1 | 0戸崎圭太   | 57        | （ロザムール）         | 454         |
| 0000.08.30 | 小倉   | 小倉日経OP     | OP   | 芝1800m（良） | 12    | 5     | 6     | 006.50（4人）   | 02着 | R1:46.3（34.7）     | -0.2 | 0藤井勘一郎 | 56        | サラキア               | 458         |
| 0000.11.01 | 京都   | カシオペアS    | L    | 芝1800m（良） | 18    | 4     | 8     | 003.60（1人）   | 02着 | R1:46.2（34.2）     | -0.1 | 0松山弘平   | 56        | ランブリングアレー     | 468         |
| 0000.12.12 | 中京   | 中日新聞杯     | GIII | 芝2000m（良） | 18    | 1     | 2     | 004.30（2人）   | 01着 | R2:00.1（33.5）     | -0.1 | 0松山弘平   | 55        | （シゲルピンクダイヤ） | 468         |
| 2021.02.21 | 小倉   | 小倉大賞典     | GIII | 芝1800m（良） | 16    | 8     | 15    | 002.80（1人）   | 02着 | R1:45.5（34.6）     | -0.0 | 0浜中俊     | 57        | テリトーリアル         | 468         |
| 0000.05.09 | 新潟   | 新潟大賞典     | GIII | 芝2000m（良） | 14    | 1     | 1     | 004.30（2人）   | 05着 | R1:59.6（37.4）     | -0.3 | 0吉田隼人   | 57        | サンレイポケット       | 472         |
| 0000.07.18 | 小倉   | 中京記念       | GIII | 芝1800m（良） | 12    | 7     | 9     | 004.60（2人）   | 06着 | R1:46.6（34.6）     | -0.4 | 0浜中俊     | 57        | アンドラステ           | 466         |
| 0000.11.20 | 阪神   | アンドロメダS  | L    | 芝2000m（良） | 16    | 6     | 12    | 004.20（1人）   | 02着 | R1:59.8（34.9）     | -0.0 | 0浜中俊     | 57        | ラーゴム               | 468         |
| 0000.12.11 | 中京   | 中日新聞杯     | GIII | 芝2000m（良） | 18    | 5     | 10    | 005.50（2人）   | 04着 | R2:00.1（34.6）     | -0.3 | 0浜中俊     | 57.5      | ショウナンバルディ     | 462         |
| 2022.01.23 | 中山   | AJCC           | GII  | 芝2200m（良） | 14    | 6     | 9     | 010.40（4人）   | 03着 | R2:13.0（35.5）     | -0.3 | 0横山武史   | 56        | キングオブコージ       | 464         |
| 0000.03.26 | 中山   | 日経賞         | GII  | 芝2500m（稍） | 15    | 4     | 6     | 012.20（4人）   | 02着 | R2:35.5（34.6）     | -0.1 | 0浜中俊     | 56        | タイトルホルダー       | 466         |
| 0000.05.29 | 東京   | 目黒記念       | GII  | 芝2500m（良） | 18    | 1     | 2     | 004.90（2人）   | 01着 | R2:32.1（34.4）     | -0.1 | 0浜中俊     | 57.5      | （マイネルウィルトス） | 464         |
| 0000.10.10 | 阪神   | 京都大賞典     | GII  | 芝2400m（稍） | 14    | 2     | 2     | 003.20（1人）   | 02着 | R2:24.7（33.8）     | -0.4 | 0浜中俊     | 57        | ヴェラアズール         | 472         |
| 0000.11.27 | 東京   | ジャパンC      | GI   | 芝2400m（良） | 18    | 8     | 18    | 032.30（9人）   | 17着 | 02:25.7（35.9）     | -2.0 | 0浜中俊     | 57        | ヴェラアズール         | 458         |
| 0000.12.25 | 中山   | 有馬記念       | GI   | 芝2500m（良） | 16    | 7     | 14    | 183.8（14人）   | 11着 | R2:34.5（37.5）     | -2.1 | 0浜中俊     | 57        | イクイノックス         | 468         |
| 2023.03.25 | 中山   | 日経賞         | GII  | 芝2500m（不） | 12    | 5     | 6     | 017.10（5人）   | 02着 | R2:38.1（37.0）     | -1.3 | 0浜中俊     | 58        | タイトルホルダー       | 466         |
| 0000.06.03 | 阪神   | 鳴尾記念       | GIII | 芝2000m（良） | 15    | 7     | 12    | 011.20（5人）   | 01着 | R1:59.1（35.3）     | -0.1 | 0浜中俊     | 57        | （フェーングロッテン） | 468         |
| 0000.06.25 | 阪神   | 宝塚記念       | GI   | 芝2200m（良） | 17    | 2     | 4     | 028.30（6人）   | 07着 | R2:11.7（35.1）     | -0.5 | 0浜中俊     | 58        | イクイノックス         | 466         |
| 0000.10.09 | 京都   | 京都大賞典     | GII  | 芝2400m（重） | 14    | 4     | 6     | 005.30（3人）   | 02着 | R2:25.3（35.3）     | -0.0 | 0浜中俊     | 57        | プラダリア             | 470         |
| 0000.12.02 | 阪神   | チャレンジC    | GIII | 芝2000m（良） | 13    | 4     | 4     | 003.60（2人）   | 02着 | R1:58.8（34.4）     | -0.0 | 0J.モレイラ | 57        | ベラジオオペラ         | 474         |
| 2024.01.21 | 中山   | AJCC           | GII  | 芝2200m（不） | 12    | 8     | 12    | 004.40（2人）   | 02着 | R2:16.6（37.3）     | -0.0 | 0浜中俊     | 57        | チャックネイト         | 470         |
| 0000.03.23 | 中山   | 日経賞         | GII  | 芝2500m（良） | 10    | 8     | 9     | 002.30（1人）   | 05着 | R2:31.7（36.2）     | -0.3 | 0浜中俊     | 57        | シュトルーヴェ         | 470         |
| 0000.06.01 | 京都   | 鳴尾記念       | GIII | 芝2000m（良） | 14    | 3     | 4     | 002.80（2人）   | 02着 | R1:57.2（33.7）     | -0.0 | 0J.モレイラ | 57        | ヨーホーレイク         | 474         |
| 0000.08.18 | 札幌   | 札幌記念       | GII  | 芝2000m（良） | 12    | 3     | 3     |                 |      | 競走除外            |      | 0浜中俊     | 58        | ノースブリッジ         | 474         |
| 2025.03.02 | 中山   | 中山記念       | GII  | 芝1800m（良） | 16    | 6     | 12    | 029.60（7人）   | 13着 | R1:45.9（35.4）     | -1.1 | 0浜中俊     | 57        | シックスペンス         | 466         |

## 血統表
| ボッケリーニの血統                           | ボッケリーニの血統                    | ボッケリーニの血統        | （血統表の出典）          | （血統表の出典）  |
| 父系                                         | キングマンボ系                        | キングマンボ系            | キングマンボ系            | [ § 2 ]           |
| 父 キングカメハメハ 2001 鹿毛 北海道早来町   | 父の父Kingmambo 1990 鹿毛             | Mr. Prospector            | Raise a Native            | Raise a Native    |
| 父 キングカメハメハ 2001 鹿毛 北海道早来町   | 父の父Kingmambo 1990 鹿毛             | Mr. Prospector            | Gold Digger               |                   |
| 父 キングカメハメハ 2001 鹿毛 北海道早来町   | 父の父Kingmambo 1990 鹿毛             | Miesque                   | Nureyev                   | Nureyev           |
| 父 キングカメハメハ 2001 鹿毛 北海道早来町   | 父の父Kingmambo 1990 鹿毛             | Miesque                   | Pasadoble                 |                   |
| 父 キングカメハメハ 2001 鹿毛 北海道早来町   | 父の母*マンファス Manfath 1991 黒鹿毛 | *ラストタイクーン         | *トライマイベスト         | *トライマイベスト |
| 父 キングカメハメハ 2001 鹿毛 北海道早来町   | 父の母*マンファス Manfath 1991 黒鹿毛 | *ラストタイクーン         | Mill Princess             |                   |
| 父 キングカメハメハ 2001 鹿毛 北海道早来町   | 父の母*マンファス Manfath 1991 黒鹿毛 | Pilot Bird                | Blakeney                  | Blakeney          |
| 父 キングカメハメハ 2001 鹿毛 北海道早来町   | 父の母*マンファス Manfath 1991 黒鹿毛 | Pilot Bird                | The Dancer                |                   |
| 母 ポップコーンジャズ 2000 鹿毛 北海道早来町 | 母の父ダンスインザダーク 1993 鹿毛    | *サンデーサイレンス       | Halo                      | Halo              |
| 母 ポップコーンジャズ 2000 鹿毛 北海道早来町 | 母の父ダンスインザダーク 1993 鹿毛    | *サンデーサイレンス       | Wishing Well              |                   |
| 母 ポップコーンジャズ 2000 鹿毛 北海道早来町 | 母の父ダンスインザダーク 1993 鹿毛    | *ダンシングキイ           | Nijinsky II               | Nijinsky II       |
| 母 ポップコーンジャズ 2000 鹿毛 北海道早来町 | 母の父ダンスインザダーク 1993 鹿毛    | *ダンシングキイ           | Key Partner               |                   |
| 母 ポップコーンジャズ 2000 鹿毛 北海道早来町 | 母の母グレイスルーマー 1994 栗毛      | *トニービン               | *カンパラ                 | *カンパラ         |
| 母 ポップコーンジャズ 2000 鹿毛 北海道早来町 | 母の母グレイスルーマー 1994 栗毛      | *トニービン               | Severn Bridge             |                   |
| 母 ポップコーンジャズ 2000 鹿毛 北海道早来町 | 母の母グレイスルーマー 1994 栗毛      | ディスクジョッキー        | *リアルシャダイ           | *リアルシャダイ   |
| 母 ポップコーンジャズ 2000 鹿毛 北海道早来町 | 母の母グレイスルーマー 1994 栗毛      | ディスクジョッキー        | シャダイチャッター        |                   |
| 母系(F-No.)                                  | レディチャッター系(FN:19)             | レディチャッター系(FN:19) | レディチャッター系(FN:19) | [ § 3 ]           |
| 5代内の近親交配                              | Northern Dancer 5･5×5                 | Northern Dancer 5･5×5     | Northern Dancer 5･5×5     | [ § 4 ]           |
| 出典                                         | 1. 2. 3. 4.                           | 1. 2. 3. 4.               | 1. 2. 3. 4.               | 1. 2. 3. 4.       |

- 全兄に2015年の宝塚記念、天皇賞（秋）を勝利したラブリーデイがいる[15]。
- その他の近親はペルースポート#主要なファミリーラインを参照。